# Joshua Odjick
Ne doit pas être confondu avec Gino Odjick.
Joshua Odjick est un acteur canadien, né à Ottawa (Ontario).
Il se fait connaître grâce à sa performance pour son rôle de Pasmay dans le film Wildhood (2021), pour lequel il remporte deux fois le prix du meilleur acteur dans un second rôle dans un film canadien à la 21e cérémonie des Vancouver Film Critics Circle Awards et à la 10e cérémonie des prix Écrans canadiens en 2022, ainsi que le rôle de Leon Anawak dans la série internationale Abysses (Der Schwarm, 2023).

## Biographie

### Jeunesse et formations
Joshua Odjick naît à Ottawa, en Ontario. Il grandit avec sa mère, Brenda Odjick, dans la réserve des Kitigan Zibi Anishinabeg, une communauté des Premières Nations, à Maniwaki (Québec). Il est d'origine algonquine-anichinabée, appartenant au clan Deer qui l'a nommé Nahbigahbow — « celui qui remplace le premier » en algonquin — lors d'une cérémonie. Il a sept frères et sœurs qui ont grandi aux côtés de son père biologique (†  2022).
En 2018, après avoir obtenu son diplôme à l'école Kitigan Zibi Kikinamadinan à Maniwaki, il fréquente le collège Héritage à Gatineau (Québec). À seize ans, il y découvre la passion du théâtre.

### Carrière
Au début du second semestre 2019, Joshua Odjick commence sa carrière à la télévision, dans un épisode One Drum de la série policière Coroner qui sera diffusé sur CBC en février 2020. En décembre, il rejoint la réalisatrice Caroline Monnet dans la réserve algonquine des Kitigan Zibi Anishinabeg, à Kitigan Zibi (Québec), pour le tournage de son premier long métrage Bootlegger (2021).
En février 2020, il est en tournage sur la réserve de la Première Nation de Nipissing dans le nord d'Ontario pour la série Unsettled, dans laquelle il a un rôle secondaire, qui sera diffusée en septembre 2021 sur APTN. En août 2020, il part à la Nouvelle-Écosse pour le tournage du film dramatique Wildhood de Bretten Hannam, d'après son propre court métrage Wildfire (2019), sur la bispiritualité entre deux hommes mi’kmaq . Ce long métrage est présenté, en avant-première mondiale, le 10 septembre 2021 au Festival international du film de Toronto. Pour ce film, Joshua Odjick remporte deux fois, en 2022, le prix du meilleur acteur dans un second rôle dans un film canadien à la 21e cérémonie des Vancouver Film Critics Circle Awards et à la 10e cérémonie des prix Écrans canadiens.

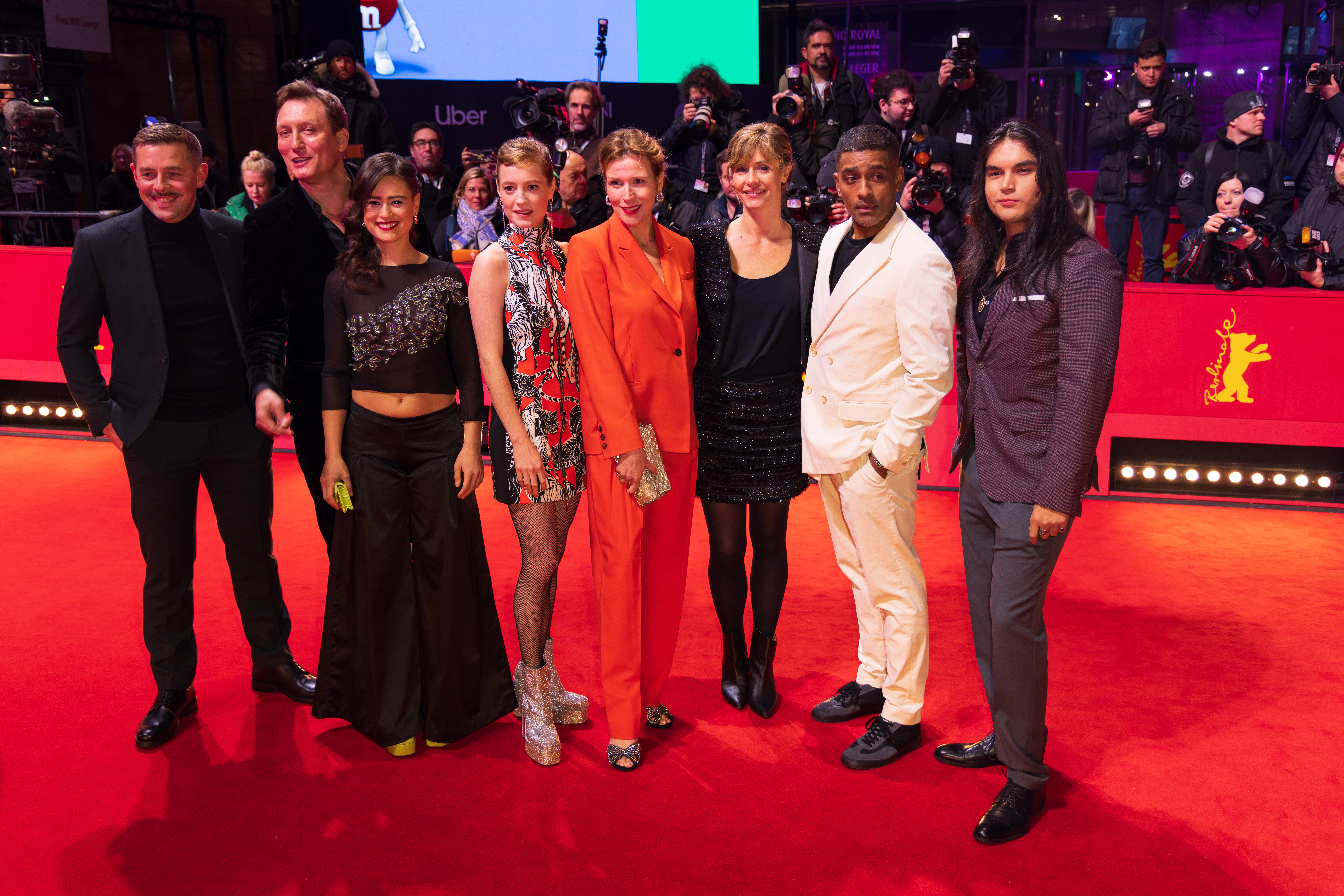
Joshua Odjick (premier à droite), avec son équipe de la série Abysses, lors de la Berlinale 2023.

En janvier 2021, il fait partie de la distribution internationale de la série de science-fiction allemande Abysses (Der Schwarm), adaptée du roman homonyme de Frank Schätzing, publié en 2004. Elle est présentée, en avant-première mondiale, le 19 février 2023 à la Berlinale, où les trois premiers épisodes sur huit sont projetés hors compétition, avant d'être diffusée le 1er mars 2023 sur ZDF, et le 5 juin sur France 2. De cette expérience en Europe, il se voit ravi : « Jamais je n'aurais pensé quitter le Canada, à mon âge. ». En novembre, il se joint à l'équipe de Minutes du patrimoine pour qui il incarne Tom Longboat, coureur de fond Onondaga de la réserve des Six Nations, dans l'épisode Tom Longboat qui sera diffusé en juin 2022.
Révélé en avril 2022, il obtient le rôle principal pour la série Little Bird de six épisodes, créée par Jennifer Podemski et Hannah Moscovitch, aux côtés de Darla Contois, Ellyn Jade, Michelle Thrush, Eric Schweig, ainsi que Lisa Edelstein,. Elle est diffusée depuis le 26 mai 2023, simultanément sur les chaînes Crave et APTN lumi. En septembre, il apparaît dans le film dramatique Bones of Crows de Marie Clements, projeté au Festival international du film de Toronto, traçant une survivante Cri d'un pensionnat pour Autochtones qui devient une code talker pendant la Seconde Guerre mondiale.
Début août 2023, il participe au projet du film romantique Sweet Summer Pow Wow de Darrell Dennis, aux côtés de Graham Greene et Tatyana Rose Baptiste. Ce film est présenté au Festival du film de Victoria.
En juin 2024, HBO vient de finir la distribution de la série Welcome to Derry, à laquelle il participe pour un rôle récurrent. En juillet, il se joint à la distribution du film d'horreur Marche ou crève (The Long Walk) de Francis Lawrence, une adaptation du roman éponyme signé Stephen King.

## Filmographie

### Cinéma

#### Longs métrages
- 2021 : Wildhood de Bretten Hannam : Pasmay
- 2021 : Bootlegger de Caroline Monnet : Joseph
- 2022 : Bones of Crows de Marie Clements : Jake Whallach
- 2024 : Darkest Miriam (en) de Naomi Jaye : le bel homme
- 2025 : Marche ou crève (The Long Walk) de Francis Lawrence
- 2025 : Sweet Summer Pow Wow (en) de Darrell Dennis : Riley

#### Court métrage
- 2021 : Boundless de Kate Campbell : le journaliste (non crédité)

### Télévision

#### Séries télévisées
- 2020 : Coroner : Ernest Couchie (saison 2, épisode 5 : One Drum)
- 2021 : Unsettled (en) : Myles (10 épisodes)
- 2022 : Pour toi Flora : Jean (mini-série, 5 épisodes)
- 2022 : Minutes du patrimoine (Heritage Minutes) : Tom Longboat (épisode : Tom Longboat)
- 2022 : Three Pines : Tommy Kis (3 épisodes)
- 2023 : Abysses (Der Schwarm) : Leon Anawak (8 épisodes)
- 2023 : Little Bird : Henry / Niizh Little Bird (mini-série, 2 épisodes)
- 2023 : Bones of Crows: The Series : Jake Whallach (mini-série, 2 épisodes)
- 2025 : Ça : Bienvenue à Derry (It: Welcome to Derry)

## Distinctions
Récompenses
- Vancouver Film Critics Circle Awards 2022 : meilleur acteur dans un second rôle dans un film canadien Wildhood[1]
- Prix Écrans canadiens 2022 : meilleur acteur dans un second rôle dans un film canadien Wildhood[2]